# South Lake Tahoe
South Lake Tahoe és una població dels Estats Units a l'estat de Califòrnia. Segons el cens del 2000 tenia 23.609 habitants.

## Demografia
Segons el cens del 2000, South Lake Tahoe tenia 23.609 habitants, 9.410 habitatges, i 5.391 famílies. La densitat de població era de 906,1 habitants/km².
Dels 9.410 habitatges en un 30,9% hi vivien nens de menys de 18 anys, en un 39,3% hi vivien parelles casades, en un 12% dones solteres, i en un 42,7% no eren unitats familiars. En el 29,1% dels habitatges hi vivien persones soles el 7,1% de les quals corresponia a persones de 65 anys o més que vivien soles. El nombre mitjà de persones vivint en cada habitatge era de 2,5 i el nombre mitjà de persones que vivien en cada família era de 3,15.
Per edats la població es repartia de la següent manera: un 25,2% tenia menys de 18 anys, un 11,4% entre 18 i 24, un 33% entre 25 i 44, un 21,9% de 45 a 60 i un 8,6% 65 anys o més.
L'edat mitjana era de 33 anys. Per cada 100 dones de 18 o més anys hi havia 107,4 homes.
La renda mitjana per habitatge era de 34.707 $ i la renda mitjana per família de 40.572 $. Els homes tenien una renda mitjana de 26.352 $ mentre que les dones 22.280 $. La renda per capita de la població era de 18.452 $. Entorn del 9,1% de les famílies i el 12,5% de la població estaven per davall del llindar de pobresa.

## Poblacions més properes
El següent diagrama mostra les poblacions més properes.